# Zygmunt Chmielewski (aktor)

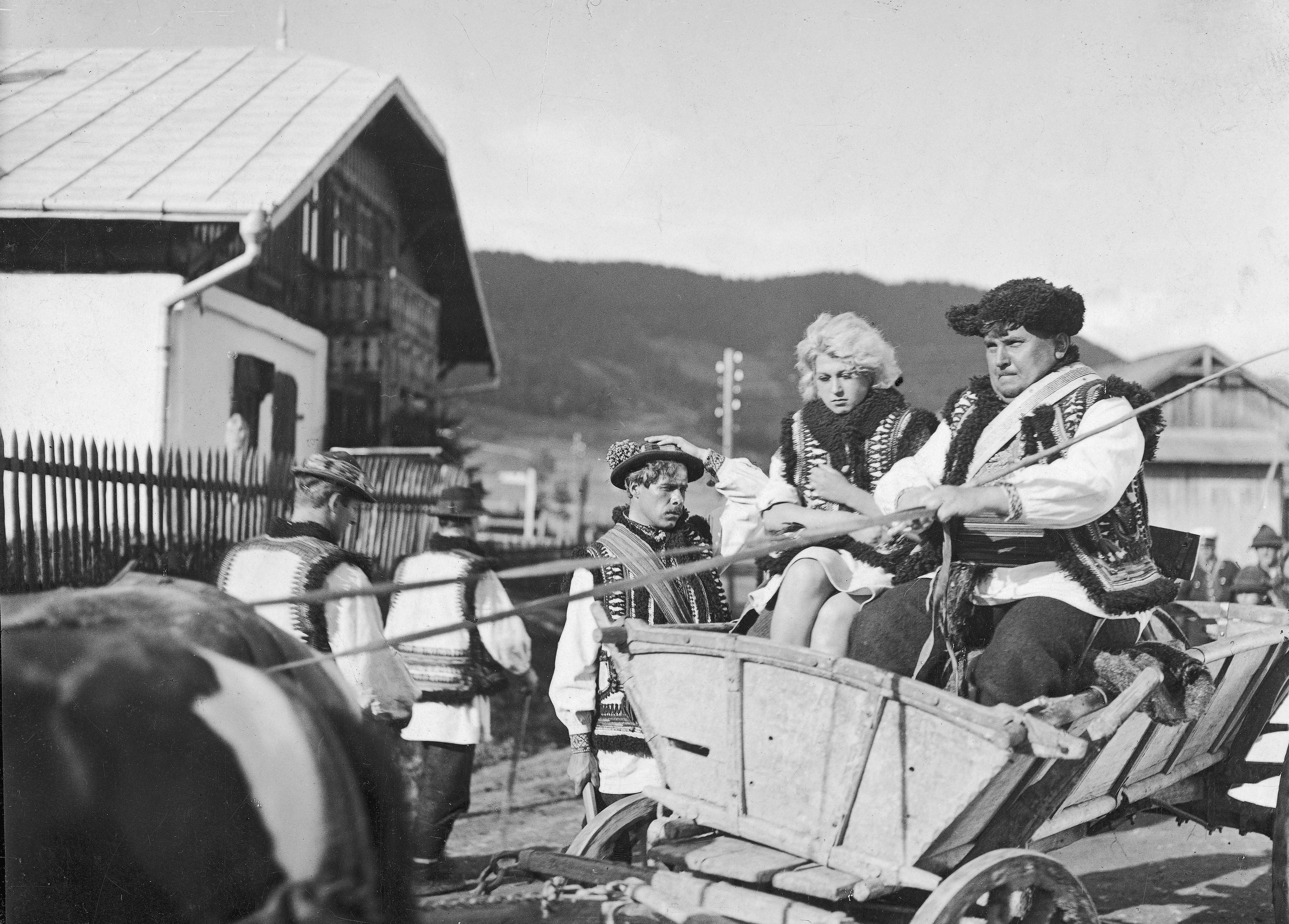
Scena z filmu Przybłęda (1933). Od prawej: Zygmunt Chmielewski (wójt), Ina Benita (Maryjka), Feliks Żukowski (Dmetro)

Zygmunt Chmielewski (ur. 4 maja?/16 maja 1894 w Odessie, zm. 26 maja 1978 w Warszawie) – polski aktor teatralny i filmowy, reżyser teatralny i pedagog.

## Życiorys
Urodził się w rodzinie Franciszka, magazyniera, i Wiktorii z Lewandowskich. W rodzinnej Odessie ukończył gimnazjum i szkołę handlową, równocześnie biorąc prywatne lekcje gry scenicznej. Tutaj też stawiał swoje pierwsze kroki na scenie, najpierw w rosyjskim Teatrze Farsy (1912–1914), a następnie w teatrze polskim (1914–1916).
W 1918 wraz z dywizją gen. Lucjana Żeligowskiego przywędrował z Rosji do Polski. 29 listopada 1919 zadebiutował na deskach Teatru Reduta w Warszawie rolą Oficera w spektaklu Ponad śnieg bielszym się stanę Stefana Żeromskiego.
Występował przede wszystkim na scenach stołecznych: Teatru Reduta (1919–1929), Teatru Ateneum (1930–1933 i 1937–1939), Teatru Nowego (1947–1949), Teatru Narodowego (1949–1953) i Teatru Polskiego (1953–1968). Można go było oglądać także na deskach teatrów Krakowa, Wilna i Łodzi. Od 1929 zajmował się też reżyserią teatralną.
W filmie debiutował w roku 1921 i większość swoich ról filmowych zagrał w okresie dwudziestolecia międzywojennego. W latach 1955–1958 wykładał w Państwowej Wyższej Szkoły Teatralnej w Warszawie. Był członkiem Zarządu ZASP-u (1933–1934 i 1947). 1 września 1968 przeszedł na emeryturę.
Występował również w Teatrze Telewizji, m.in. w spektaklach: Chirurgia Antona Czechowa w reż. Estery Wodnarowej (1954), Zastępca, Pan Lunot Guy de Maupassanta w reż. Marka Tadeusza Nowakowskiego (1957), Bunt aniołów Anatole’a France’a w reż. Jana Kulmy (1960) oraz w Annie Kareninie Lwa Tołstoja w reż. Adama Hanuszkiewicza (1961) i w przedstawieniu Stranitzky i bohater narodowy Friedricha Dürrenmatta w reż. Zygmunta Hübnera jako red. Grzmot (1962).
Od 30 grudnia 1920 jego żoną była aktorka Stanisława Perzanowska, znana m.in. z roli Heleny Matysiakowej w radiowej powieści Matysiakowie.
Zmarł 26 maja 1978 w Warszawie, pochowany 30 maja 1978 na cmentarzu Bródnowskim (kwatera 37B-III-23).

## Filmografia
- Cud nad Wisłą (1921)

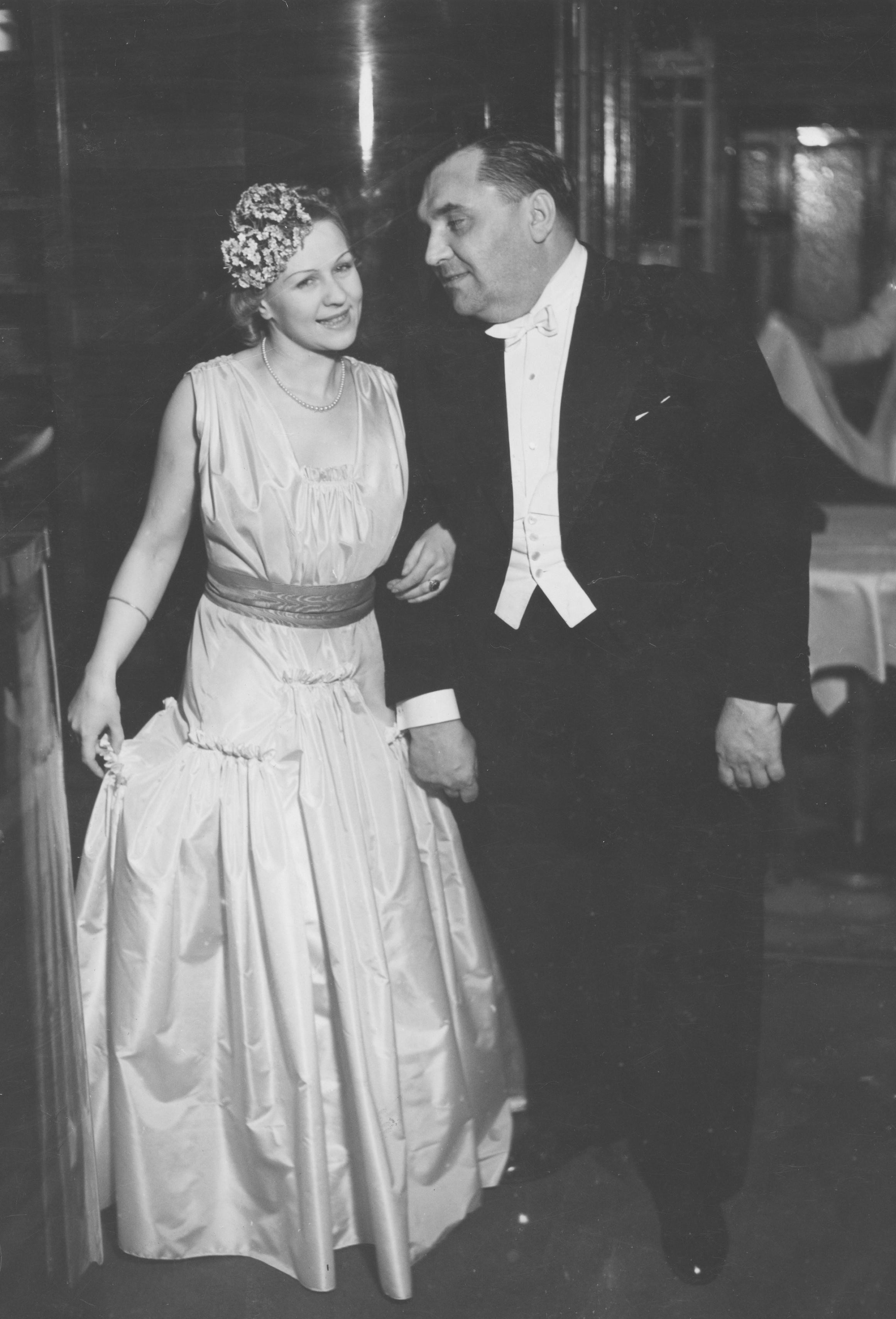
Zygmunt Chmielewski z aktorką Aliną Żeliską na balu filmu polskiego w Warszawie, 27 stycznia 1939

- Cyganka Aza (1926) – Aprasz, wódz Cyganów
- Szlakiem hańby (1929) – marynarz w tawernie
- Janko Muzykant (1930) – właściciel knajpy „Krzaczki”
- Księżna Łowicka (1932)
- Jego ekscelencja subiekt (1933) – Zygmunt Kracht, kandydat na męża Ani
- Pod Twoją obronę (1933) – szef obcego wywiadu
- Przybłęda (1933) – wójt
- Romeo i Julcia (1933) – Walery Łypko, klient biura „Romeo i Julcia”
- Szpieg w masce (1933)
- Córka generała Pankratowa (1934) – komendant Cytadeli
- Czy Lucyna to dziewczyna? (1934) – prezes Paweł Bortnowski, ojciec Lucyny
- Przebudzenie (1934)
- Barbara Radziwiłłówna (1936) – Mikołaj Radziwiłł „Czarny”
- Jego wielka miłość (1936) – dyrektor teatru
- Pan Twardowski (1936) – poseł z Moskwy
- Róża (1936)
- Tajemnica panny Brinx (1936) – Wilczyński
- Trędowata (1936) – hrabia Barski
- Wierna rzeka (1936) – karczmarz
- Ordynat Michorowski (1937) – hrabia Barski
- Skłamałam (1937) – prezes
- Doktór Murek (1939)
- Nad Niemnem (1939)
- Ja tu rządzę (1939/1941) – prezes Bonifacy Żurek-Żurkowski, ojciec Kici
- Przez łzy do szczęścia (1939/1941) – impresario Leny
- Ostatni etap (1947) – dostojnik gestapo towarzyszący międzynarodowej komisji
- Niedaleko Warszawy (1954) – pułkownik Hopkins, szef Boguckiego
- Nikodem Dyzma (1956) – prezes Artur Rakowiecki
- Szkice węglem (1956) – naczelnik powiatu
- Kapelusz pana Anatola (1957) – Jan Wolski, dyrektor zakładu ubezpieczeń
- Zadzwońcie do mojej żony (1958) – Rybkowski, pasażer w pociągu
- Cafe pod Minogą (1959) – niemiecki generał
- Inspekcja pana Anatola (1959) – Jan Wolski, dyrektor zakładu ubezpieczeń
- Walet pikowy (1960) – Popescu
- Kryptonim Nektar (1963) – redaktor naczelny „Echa Warszawy”

## Ordery i odznaczenia
- Krzyż Kawalerski Orderu Odrodzenia Polski (11 lipca 1955)[2]
- Złoty Krzyż Zasługi (23 czerwca 1927)[3]
- Medal 10-lecia Polski Ludowej (19 stycznia 1955)[4]

## Upamiętnienie
- Jego nazwisko widnieje na tablicy upamiętniającej artystów zasłużonych dla kultury polskiej, umieszczonej w 2020 roku na budynku przy ul. Odolańskiej 20 w Warszawie, w którym mieszkał razem z żoną Stanisławą Perzanowską[5].